# بانوصحرا
بانوصحرا روستایی از توابع بخش چندار شهرستان ساوجبلاغ در استان البرز ایران است. تاتی زبان گفتاری مردم روستا است.

## جمعیت
این روستا در دهستان چندار قرار دارد و براساس سرشماری مرکز آمار ایران در سال ۱۳۸۵، جمعیت آن ۵۱۸ نفر (۱۶۴خانوار) بوده‌است.